# Universidad Nacional Cheng Kung
La Universidad Nacional Cheng Kung (國立成功大學, pinyin: guó lì chéng gōng dà xué; inglés: National Cheng Kung University, sigla NCKU) es una universidad pública taiwanesa ubicada en el distrito Este de Tainan. En chino, el nombre está resumido a 成大 (pinyin: chéng dà). Lleva el nombre de Koxinga (Zhèng Chénggōng), militar chino que venció a las tropas neerlandesas y fundó el Reino de Tungning, primera dieta de origen chino de la historia de la República de China.
NCKU es una de las universidades más antiguas de Taiwán con una sólida reputación en ciencia, ingeniería, medicina y dirección y gestión de empresas. Según el Times Higher Education, está clasificada segunda o tercera de las universidades del país. 

## Presentación
En 2005, tenía aproximadamente 22 000 estudiantes al seno de NCKU, reunidos en 9 facultades o escuelas universitarias, 40 departamentos, 82 institutos superiores y 55 centros de investigación. Desde 2006, el Ministerio de Educación taiwanés aportó 1 700 millones de NT$ anuales durante cinco años consecutivos en recompensa a sus excelentes prestaciones.

## Historia
La Universidad Nacional Cheng Kung fue inaugurada bajo ocupación japonesa en enero de 1931 como universidad técnica de Tainan (臺南高等工業學校, llamada entre 1942 y 1945 臺南工業專門學校). Después del final de la ocupación japonesa, recibió el nombre de Universidad provincial juvenil de tecnología de Taiwán (台灣省立台南工業專科學校) y, más tarde, Universidad provincial de ingeniería de Taiwán (台灣省立工學院).
Cuando el gobierno de la república de China ha déménagé a Taiwán en 1949, NCKU era una de las tres universidades taiwanesas. El número que aumenta, ha sido afamada universidad provincial en 1956 después universidad nacional en 1971. El antiguo ministro de educación Wu Jin fue el primer director de la NCKU.

## Campus

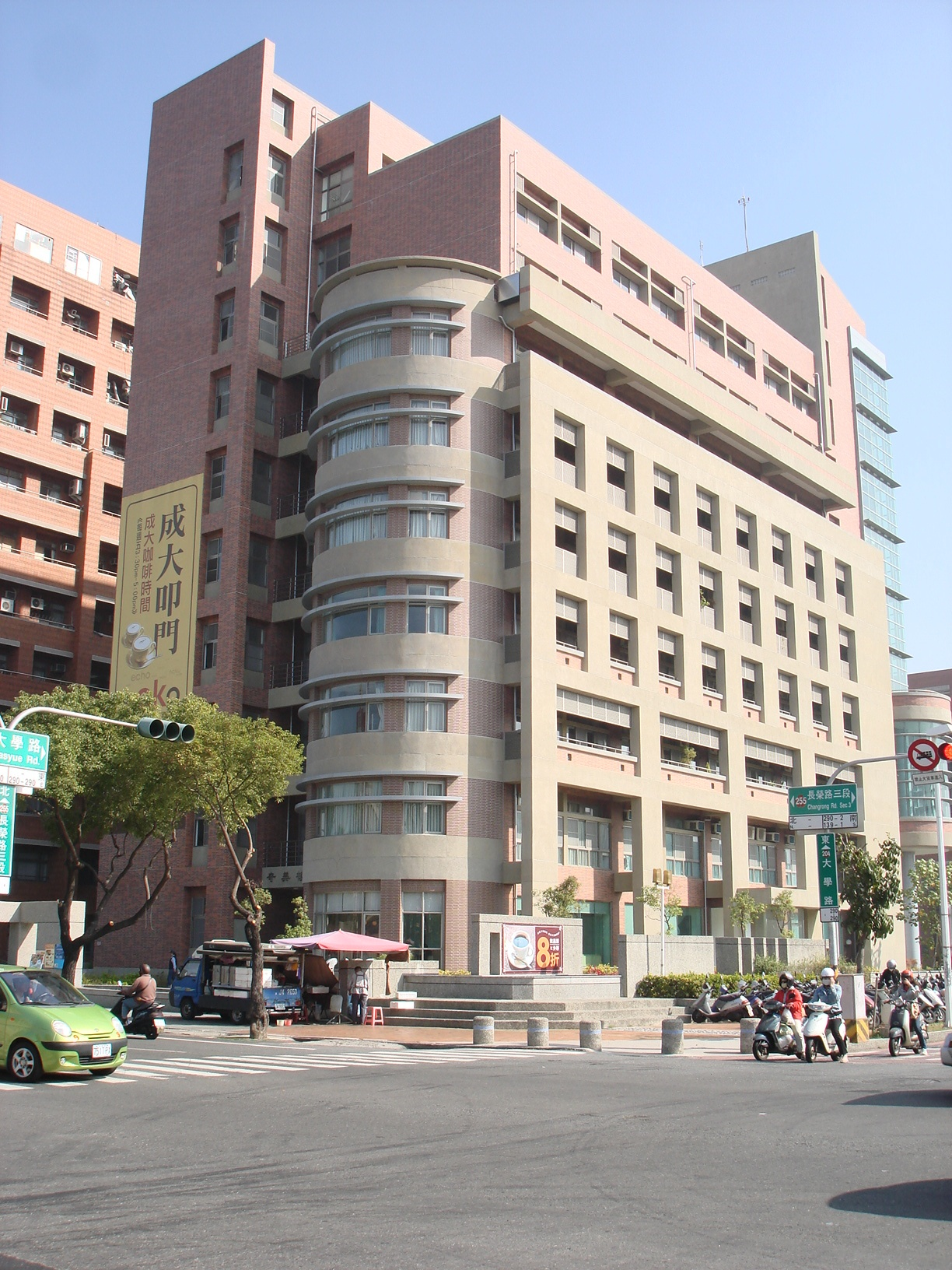
Edificio Chi Mei, Campus Tzu-Chiang

La NCKU posee once campus : Cheng-Kung, Sheng-Li, Kuang-Fu, Cheng-Xin, Tzu-Chiang, Ching-Yeh, Li-Hsing, Dong Ning, Kuei-Jen, An-Nan y Dou-Liou.
El 12 de enero de 2011, se inauguró un nuevo edificio, el conocido como Y. S. Sun Green, el primer edificio educativo del mundo que respeta la neutralidad de carbono. 

## Organización
La universidad está organizada en nuevos centros: artes, ciencias sociales, dirección y gestión de empresas, Ciencias, ingeniería, medicina, electricidad e informática, planificación y diseño, y biología y biotecnología.

## Directores
Los precedentes directores de la universidad estuvieron :
- Shih-An Wang (1946–1952) ;
- Ta-Chun Chin (1952–1957) ;
- Cheng-Hsing Yen (1957–1965) ;
- Yun-Ping Lo (1965–1971) ;
- Chao Nee (1971–1978) ;
- Wei-Noon Wang (1978–1980) ;
- Han-Min Hsia (1980–1988) ;
- Jer-Ru Maa (1988–1994) ;
- Jin Wu (1994–1996) ;
- Ting-Chia Huang (1996-1997) ;
- Cheng-I Weng (1997–2000) ;
- Hung-Shan Weng (2000–2001) ;
- Chiang Kao (2001–2007) ;
- Hwung-Hweng Hwung (depuis 2007).

## Antiguos alumnos

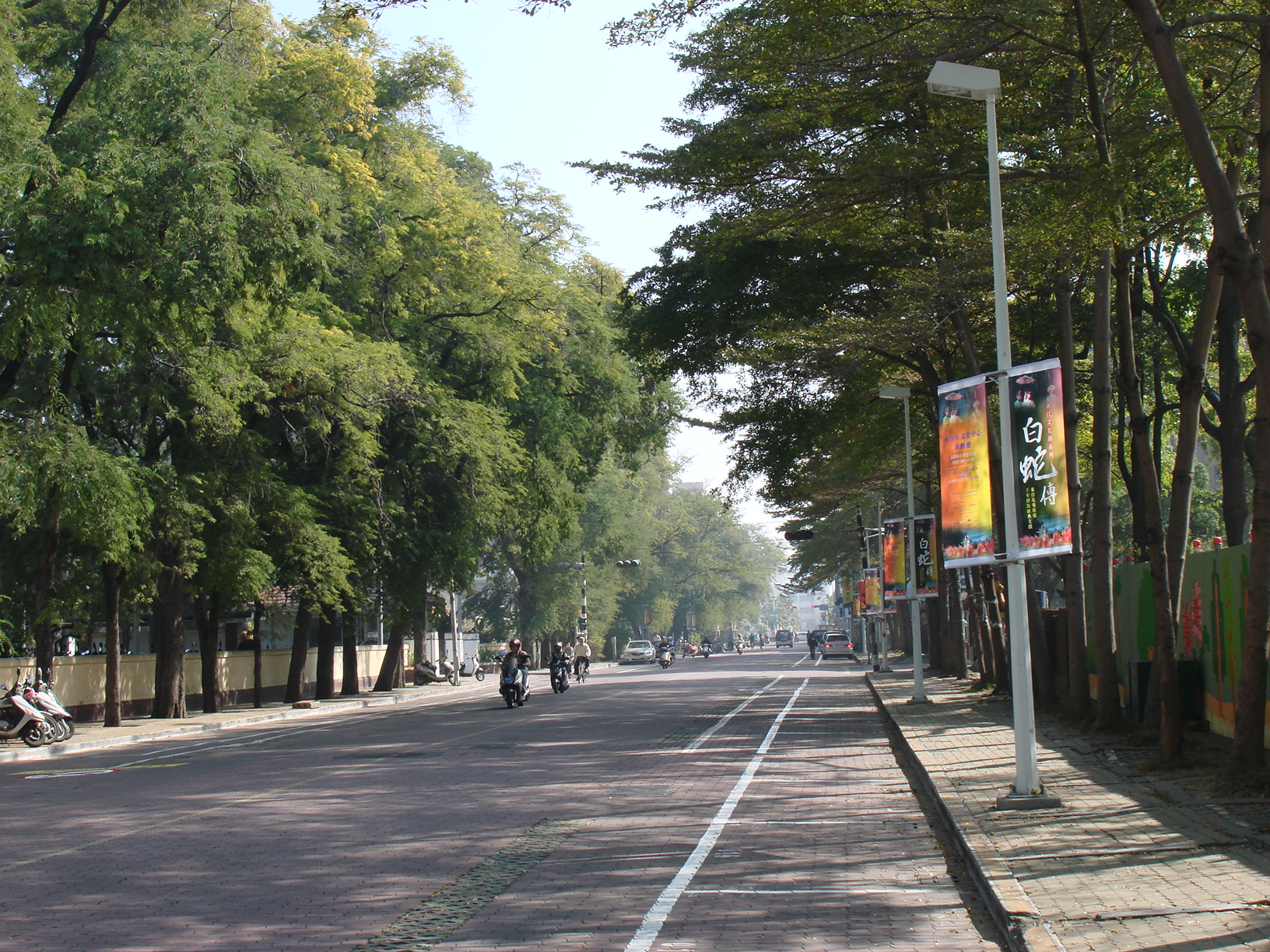
Avenida de la universidad

- Samuel C. C. Ting, Premio nobel de físico 1976.
- Pai Hsien-yung y Cheng Nan-jung.
- Chu Ching-wu, físico.
- Lung Ying-tai, ensayista y crítico.
- Wang Chien-shien, político.
- Wu Po-hsiung, antiguo alcalde de Taipéi y presidente del Kuomintang.
- Chung Laung Liu, científico en informático.
- C. Y. Lee, arquitecto director de Taipei 101.
- Lin Hsin-i, presidente del Industrial Technology Research Institute.
- Yi-Bing Lin, vicepresidente de la Oficina de Investigación y Desarrollo de la Universidad Nacional Chiao Tung.
- Tze-Chiang Chen, IBM Fellow, vicepresidente de Ciencias y Tecnologías del Centro de Investigación Thomas J. Watson, IBM Research Division.
- Ken P. Chong, director de la división de Mecánica y materiales de la Fundación Nacional para la Ciencia.
- Mao Chi-kuo, ministro de Transportes y Comunicaciones.
- Jennie S. Hwang, primer chino miembro de la Nacional Academy of Engineering.
- Huang Wei, profesor del Departamento de Ingeniería Eléctrica de la Universidad de Columbia.
- Zeng Fan-cheng, vicedirector general de TSMC.
- Xu Xiang, director de Micro-Star International.
- Zheng Chong-hua, director de Delta Electronics.
- Luo Zhi-xian, director general de Uni-President Enterprises Corporación.
- Ou Chin-der, director general de la Corporación del Tren de Alta Velocidad de Taiwán.
- He Shou-chuan, director de Bank SinoPac.
- Yu An-tian, director de la sección taiwanesa de KPMG.
- Wei Xing-xiong, director de China Airlines.
- Mike Liang, presidente de la sección taiwanesa de Amkor Technology.